# 何重建
何重建（890年代—10世纪），五代十国时期军事人物。

## 家世
何重建祖上是世居云、朔间的回鹘别部人，祖何庆、父何怀福都是唐末河东节度使李克用的小校，在河东军部太原安家。
何重建年轻时谨厚，效力石敬瑭帐下，管马厩，为奉德马军都指挥使。

## 效力后晋
石敬瑭建立后晋为高祖皇帝后，何重建屡次典禁军，历任遥领驩、睦二州刺史、实领曹州刺史。
天福七年（942年）正月，彰武军节度使丁审琪贪暴，胡人为其所苦，部下军校贺行政与胡人勾结作乱，攻军部延州，何重建时任曹州防御使，奉命率兵救之，同、鄜二州援兵也来到，延州得救。何重建以所部兵攻延州，丁审琪遁去。二月，后晋高祖以何重建暂代彰武军兵马留后，召丁审琪归朝。何重建下车告以威福，边民安心。闰三月，被任为彰武军节度使。八年（943年）十一月，被任为威胜节度使。后因避后晋出帝讳，改名何建。开运元年（944年）二月，何重建守杨刘镇，正逢平卢军节度使杨光远勾结契丹作乱，何重建被任为东南面马步都部署，率兵屯郓州、汶阳。五月，改任贝州永清军节度使。十一月，改任为镇宁军节度使兼北面行营马军右厢排阵使。二年（945年），改河阳节度使。十月，改泾原节度使。在历次任上，都廉洁宽简。累次加官至检校太傅。三年（946年）正月，改雄武军节度使。

## 举地归蜀
辽灭后晋，会同十年（947年）正月，派使者持诏书赐后晋各藩镇，各节度使争相上表称臣，但何重建愤然对将吏们说：“我侍奉石氏二主，累次当节度使，作为人臣的荣耀也到了极点了。今日不能率兵赴难，岂可受制于契丹！”杀辽使者，遣秦州（雄武军军部）押衙吴崇恽奉表，举秦、阶、成三州降于后蜀后主。泾原节度使史匡威也据本镇不受辽之命。因何、史不附辽，辽势头受阻。义州刺史王钦祚子刑部郎中王瑜劝父入蜀以免为辽所虏，王钦祚不肯，王瑜胁迫他动身，但因陇东屯兵阻拦未能入蜀，后皆被杀。
二月，后晋河东节度使、北平王刘知远闻何重建归蜀，叹道：“中原无主，令藩镇外附，吾为方伯，良可愧也！”当月，称帝建立后汉。
后主厚待何重建，遣右千牛卫上将军李继勋骑马慰谕，赏赐甚厚，在何重建经略下，蜀军夺取固镇，何重建请求蜀军与阶、成二州兵共扼散关，以取凤州。后主发山南西道兵三千七百前去。何重建派宫苑使崔延琛进攻凤州，未果，退保固镇。当月，被加特进、同平章事。四月，在何重建经略下，凤州防御使石奉頵也归蜀，何重建又奉命攻克成州。于是后蜀达到了之前前蜀的疆域。
十二月，因辽朝所任凤翔节度使侯益、护国节度使赵匡赞新降求援，山南西道节度使张虔钊被任为北面行营招讨安抚使，出兵凤翔，何重建被任为招讨安抚副使，张虔钊出散关，何重建出陇州，共率兵五万，从成都出发，旌旗数十里，军容颇盛，意在接应和威胁侯益，但后汉右卫大将军王景崇纠合凤翔、晋昌、邠宁、泾原军队大破蜀军，侯益害怕，也归顺后汉、坚壁抵御蜀军，蜀军无功，次年二月都虞候韩保贞等从陇州引兵回师，会合何重建西归。后主以高彦俦代领雄武军。
何重建坚请入朝，后主不许。次年，何重建改任保宁军节度使。十三年（950年），安思谦被任为保宁军节度使，可见当时何重建已不在任。何重建后累次加官至中书令。
广政二十年（957年）四月，后周世宗收复秦、成、阶等州，在《平秦成阶等州德音》中称“自从何重建等归蜀后，秦、成、阶等州连年饥荒，百姓和军人被倍加劳役、敛税”，故下令革除前弊。七月，后蜀后主在给后周世宗的求和书信中也提及了何重建归蜀之事。
二十一年（958年），何重建被加兼侍中。六十九岁去世于后蜀都城成都。

## 评价
- 《旧五代史》史臣曰：何建举秦、陇之封，附巴、邛之俗，守方之寄，其若是乎！[1]
- 《十国春秋》：何重建终始不渝……其人均有足取者。[9]